# Голден (Мисури)
Голден (енгл. Golden) насељено је место без административног статуса у америчкој савезној држави Мисури.

## Демографија
По попису из 2010. године број становника је 280.
| Група             | 2000.    | 2010.       |
| Белци             | 0 (0,0%) | 268 (95,7%) |
| Афроамериканци    | 0 (0,0%) | 0 (0,0%)    |
| Азијати           | 0 (0,0%) | 1 (0,4%)    |
| Хиспаноамериканци | 0 (0,0%) | 8 (2,9%)    |
| Укупно            | 0        | 280         |